# James Jackson
 (octobre 2010).
Si vous disposez d'ouvrages ou d'articles de référence ou si vous connaissez des sites web de qualité traitant du thème abordé ici, merci de compléter l'article en donnant les références utiles à sa vérifiabilité et en les liant à la section « Notes et références ».
Pour les articles homonymes, voir Jackson et James Jackson (homonymie).
James Jackson, né le 14 mars 1771 à Blackburn (Lancashire) et mort à Lancaster le 27 avril 1829, est un industriel britannique. Il crée la première fabrique d'acier fondu en France, près de Saint-Étienne (Loire).
Sa présence fut un élément décisif dans la vocation métallurgique de la vallée de l'Ondaine. Appelé d'Angleterre par le ministre Chaptal,  sous Napoléon Ier pour apporter de nouveaux savoir-faire dans la production d'acier, et dont les usines prospérèrent sous la Restauration au Chambon-Feugerolles et dans la vallée du Gier.

## Biographie
Fils de Joseph Jackson (1733-1813) et de sa femme Alice Whitaker (17?? - 1805).
Il s'établit vers 1812  à Birmingham, où il crée une usine comprenant deux fours à cémentation, dix fours pour fondre l'acier, et une manufacture de limes.
On ne savait pas produire de l'acier fondu en France ; le pays était alors tributaire du Royaume-Uni ; le coût de l'acier fondu revenait 10 fois plus cher en France qu'au Royaume-Uni. Napoléon Ier encouragea la production de l'acier fondu dans l'empire, à Liège. Mais après son abdication, Liège ne faisait plus partie de la France.
Les procédés anglais en production d'acier étaient réputés supérieurs. « Pour vérifier s'il en était ainsi, il suffisait d'appliquer en France les procédés anglais, et, mieux, de faire venir d'Angleterre des hommes rompus à la pratique des fabrications. C'est ce que fait le ministre Chaptal en 1814. Au nom du gouvernement français, il invite James Jackson, propriétaire à Birmingham d'une aciérie où l'on fait surtout des limes et de l'acier cémenté, à venir en France pour y importer la fabrication des aciers fins. »
Après un premier contact à Paris le 6 juin 1814 lors de la première Restauration, il débarque à Calais le 25 octobre 1814 avec huit enfants,  : il a alors 42 ans.

James Jackson va tenter sa chance après la première abdication. Il 

« a pensé que les aciéries étant déjà très multipliées en Angleterre, il trouverait en France moins de concurrents, plus de débouchés et une fabrication plus économique par le bas prix de la main d'œuvre ; engagé par ces considérations très fondées, il est disposé à y transporter son industrie, persuadé que moyennant les encouragements du Gouvernement, il pourrait, par la suite, étendre son entreprise. »

— Rapport de Louis de Gallois, 31 octobre 1815 ,
Du fait du blocus continental, le gouvernement britannique confisque tous ses biens , Jean-Antoine Chaptal, directeur du Commerce, le soutient.
le 25 mai 1815, James Jackson arrive à Saint-Étienne et loge au 3 de la place Marengo. Il choisit Saint-Étienne, au cœur du Bassin houiller de la Loire pour y installer ses forges. Il profite d'une population familière du travail du fer ainsi que de la facilité de pouvoir vendre ses produits. On doit à l'industrie métallurgique de Saint-Étienne l'invention du procédé de fabrication de l'acier fondu au creuset.
En août 1815, il s'installe à Trablaine  (sur le cours d'eau de l'Ondaine dans la commune de Feugerolles) pour la production d'acier cémenté, où il loue à Louis-Antoine Beaunier la petite forge des « Pêcheurs ». Au début de 1816, l'usine de Trablaine est en marche  : elle comprend des fours à cémentation et des fours à creuset pour l'acier fondu. On y fabrique pour la première fois en France de l'acier fondu. Le 9 juillet, il perd sa femme .
En août 1818, James Jackson quitte Trablaine, à la suite d'un conflit avec son associé (qui continuera seul puis déposera son bilan en 1821) . Il s'installe à Monthieux en 1819, avec ses fils, William, John, James et Charles, puis en 1820 à Rochetaillée et au Soleil  (aujourd'hui, commune de Saint-Étienne).
James Jackson retourne au Royaume-Uni et meurt en 1829 à Lancaster.

## Descendance
Il se maria avec Elizabeth Stackhouse (Birmingham, 7 mai 1774 - Saint-Étienne, 9 juillet 1815), fille de William Stackhouse (1743-1795) et de sa femme Ann Dowbiggin (1744-1810), petite-fille paternelle de Robert Stackhouse (1710-1787) et de sa femme Agnes Lawson (1713-1787) et petite-fille maternelle de Lawrence Dowbiggin (1709-1770) et de sa femme Isabel Dawson (1713-1759).
En 1830, les frères Jackson s'installent à Assailly  (aujourd'hui sur la commune de Lorette), sur le Gier. Les fils Jackson fondent ou rachètent plusieurs sociétés produisant de l'acier, et participent dans des sociétés utilisant l'acier comme matière première.
En 1838, William Stackhouse Jackson (Lancaster, 11 janvier 1796 - Paris, 19 septembre 1858) épouse Sophie Louise Peugeot (Hérimoncourt, 24 septembre 1811 - Paris, 5 juin 1878) et Georges Léonard Peugeot (Hérimoncourt, 26 avril 1805 - Pau, 18 décembre 1864) épouse Anna Jackson (Manchester, 1er avril 1801 - Pont-de-Roide, 22 mai 1860).
Après cette double union matrimoniale entre la famille Jackson et Peugeot, est créée la société "Peugeot aîné et Jackson frères" : ils achètent des moulins à Pont-de-Roide et construisent des aciéries : on y fabrique des scies, des montures de parapluie...
Associés à Pierre-Frédéric Dorian et à son beau-père Jacob Holtzer, les fils Jackson produisent aussi des faux et faucilles à Pont-Salomon. La société portera en 1859 le nom de Dorian-Holtzer Jackson & Cie.

## Descendants célèbres
- Jean Piaget (1896-1980) : épistémologue et psychologue suisse
- Annette Kellermann (1887-1975) : nageuse et actrice australienne
- Jacques Pitrat (1934-2019) : chercheur (intelligence artificielle)
- Patrice de Maistre (1949) : gestionnaire de patrimoine
- Gilles Leclerc (1952) : journaliste politique
- André Chapelon (1892-1978) : ingénieur, a amélioré la puissance des locomotives à vapeur
- Jean Hermil (1917-2006) : évêque de Viviers (Ardèche) de 1965 à 1992
- Bertrand Jordan (1939) : biologiste moléculaire
- Isabelle Demongeot (1966) : joueuse de tennis
- Eric Jackson Perrin (1967) : Ecrivain
- Marc Lods (1908-1988) : pasteur luthérien et professeur d'histoire